# Sang Chāl
Sang Chāl (persiska: سنگ چال) är en ort i Iran.   Den ligger i provinsen Mazandaran, i den norra delen av landet, 110 km nordost om huvudstaden Teheran. Sang Chāl ligger 1 269 meter över havet och antalet invånare är 187.
Terrängen runt Sang Chāl är bergig västerut, men österut är den kuperad. Terrängen runt Sang Chāl sluttar norrut. Runt Sang Chāl är det tätbefolkat, med 286 invånare per kvadratkilometer. Närmaste större samhälle är Kūb Sarā, 18,1 km nordost om Sang Chāl. I omgivningarna runt Sang Chāl växer i huvudsak blandskog.